# San Potito Sannitico
 San Potito Sannitico  község (comune) Olaszország Campania régiójában, Caserta megyében.

## Fekvése
A megye északkeleti részén fekszik, Nápolytól 60  km-re északra, Caserta városától 30 km-re északi irányban. Határai: Alife, Castello del Matese, Cusano Mutri, Gioia Sannitica és Piedimonte Matese.

## Története
A település eredetére vonatkozóan nincsenek pontos adatok. Valószínűleg az ókori, szamniszok által alapított egyik város helyén épült fel. A következő századokban nemesi birtok volt. A 19. században nyerte el önállóságát, amikor a Nápolyi Királyságban felszámolták a feudalizmust.

## Népessége
A népesség számának alakulása:

## Főbb látnivalói
- Santa Caterina-templom
- Palazzo Filangeri
- Le Torrelle régészeti terület